# メフルザード・マアダンチー
メフルザード・マアダンチー（Mehrzad Madanchi Ardekani、1983年1月10日 - ）は、イランの元サッカー選手。元イラン代表。ポジションはフォワード。

## 来歴
2003年8月にイラン代表デビュー。2006年から多くの試合に出場、2006 FIFAワールドカップではグループステージ全3試合に出場した。AFCアジアカップ2007にも出場した。2010年までに42試合に出場、8得点をあげた。

## 代表歴

### 出場大会
- イラン代表
  - 2006 FIFAワールドカップ

### 試合数
- 国際Aマッチ 42試合 8得点（2003年-2010年）[1]

| イラン代表 | 国際Aマッチ | 国際Aマッチ |
| 年         | 出場        | 得点        |
| ---------- | ----------- | ----------- |
| 2003       | 2           | 0           |
| 2004       | 1           | 0           |
| 2005       | 0           | 0           |
| 2006       | 12          | 3           |
| 2007       | 5           | 2           |
| 2008       | 8           | 0           |
| 2009       | 11          | 1           |
| 2010       | 3           | 2           |
| 通算       | 42          | 8           |